# Ship of Theseus
Ship of Theseus è un film del 2012 diretto da Anand Gandhi.

## Riconoscimenti
- Bombay International Film Festival 2012:
  - Jury Prize for Technical Excellence a Pankaj Kumar
- Festival internazionale del cinema di Dubai 2012:
  - Best Actress - Feature a Aydah El-Kashef
- Tokyo International Film Festival 2012:
  - Best Artistic Contribution Award a Pankaj Kumar
- Hong Kong International Film Festival 2013:
  - SIGNIS Award - Special Mention
- Transilvania International Film Festival 2013:
  - Best Cinematography
  - Best Film
- National Film Awards 2014:
  - Miglior Film
  - Migliore attrice non protagonista a Aydah El-Kashef
- Screen Awards 2014:
  - Most Promising Debut Actress a Aydah El-Kashef
- Zee Cine Awards 2014:
  - Popular Award - Best Debuting Director
  - Critics Choice Award - Zee Anmol Award